# 대한민국 국무총리
국무총리(國務總理, 영어: Prime Minister of the Republic of Korea)는 대통령을 보좌하며 대한민국의 행정을 통괄하는 정무직 공무원이다. 국무총리는 국회의 동의를 얻어 대통령이 임명한다. 권력분립원칙에 따른 대한민국의 3부요인 중에서 국가원수 겸 행정부수반인 대통령을 대신하여 행정부를 대표한다.
헌법 제86조 제2항에 따라 행정에 관하여 대통령의 명을 받아 행정 각부를 통할(통괄·관할)하는 역할을 맡는다. 국무총리는 대통령의 궐위나 사고 시 권한대행자로서의 지위, 대통령의 보좌기관으로서의 지위, 행정부의 제2인자로서의 지위, 중앙행정관청으로서의 지위, 국무회의의 부의장으로서의 지위를 가진다. 행정부의 제2인자로서의 지위로서는 각부장관보다 상위의 지위로서, 행정각부의 장을 지휘 감독하나 중앙행정관청으로서의 지위로서는 행정각부의 장과 동등한 지위를 가진다.

## 관련 헌법 조항
- 국무총리는 국회의 동의를 얻어 대통령이 임명한다.(헌법 제86조 제1항)
- 군인은 현역을 면한 후가 아니면 국무총리로 임명될 수 없다.(헌법 제86조 제3항)
- 국무위원은 국무총리의 제청으로 대통령이 임명한다.(헌법 제87조 제1항)
- 국무총리는 국무위원의 해임을 대통령에게 건의할 수 있다.(헌법 제87조 제3항)

## 국무총리의 권한과 역할
국무총리는 대통령의 유고 및 사고시 대통령의 직무를 임시적으로 이어받아 대통령 권한대행으로서 행정 각부를 통할하고, 지휘할 수 있으며 국무위원을 통솔한다. 또한, 원활한 국정 운영을 위해 국무를 조정하고 통할한다. 만일 국무총리가 유고시에는 국가 정부조직 법률상 경제부총리 겸 기획재정부 장관이 임시적으로, 차기 국무총리가 정식으로 임명될때까지 총리직을 대행한다.

## 역대 국무총리

### 제1공화국
원래 제헌 헌법 초안에서는 정부를 내각책임제로 운영하고자 명목상의 대통령과 때 일시적으로 폐지되고 외무부 장관이 겸임하는 수석국무위원이라는 직책이 총리를 대신하게 된다.
이승만은 총리직이 궐위되었을 때 후임자를 바로 지명하는 대신 총리 서리를 임명하여 정식 총리가 취임하기 전까지 그 직을 수행토록 했는데, 법에는 국무총리가 신병 등의 이유로 그 직을 수행할 수 없을 경우 대통령이 국무위원 중 한 사람을 총리 직무대행으로 지정할 수 있다고 되어있을 뿐, 총리 궐위 시 총리 서리를 임명할 수 있다는 내용은 없었으므로 총리 서리 임명에 대한 적법성 여부를 두고 논란이 일기도 하였다.신성모는 이범석이 총선을 얼마 안 남기고 사임하자 차기 총리 취임 전까지 총리직을 수행하기 위해 서리로 임명되었으며 허정과 백한성은 각각 장면과 변영태가 해외에 체류하는 동안 총리직을 대리하기 위해 서리로 임명되었다.
| 대수      | 이름           | 임기                              | 출신지                     | 출신학교                                    |
| --------- | -------------- | --------------------------------- | -------------------------- | ------------------------------------------- |
| 서리      | 이윤영(李允榮) | 1948년 7월 27일 ~ 1948년 7월 31일 | 평북 영변                  | 평양숭실사범                                |
| 초대      | 이범석(李範奭) | 1948년 8월 2일~1950년 4월 20일    | 경기 한성 (현 서울)        | 중국 윈난 육군강무학교 (현 윈난 대학)       |
| 서리      | 신성모(申性模) | 1950년 4월 21일~1950년 11월 22일  | 경남 의령                  | 보성법률전문학교 (현 고려대 법대)           |
| 2대       | 장면(張勉)     | 1950년 11월 23일~1952년 4월 23일  | 경기 한성 (현 서울)        | 수원고등농림 (현 서울대 농대)               |
| 서리      | 허정(許政)     | 1951년 11월 6일~1952년 4월 9일    | 경남 부산 (현 경남과 분리) | 보성전문학교 (현 고려대)                    |
| 서리      | 이윤영(李允榮) | 1952년 4월 24일~1952년 5월 5일    | 평북 영변                  | 평양숭실사범전문학교 (현 숭실대 기독교학과) |
| 3대       | 장택상(張澤相) | 1952년 5월 6일~1952년 10월 5일    | 경북 칠곡 (현 경북 구미)   | 영국 에딘버러대                             |
| 직무대행  | 이갑성(李甲成) | 1952년 10월 5일~1952년 10월 9일   | 경북 대구 (현 경북과 분리) | 세브란스의학전문학교 (현 연세대 의대)       |
| 서리      | 백두진(白斗鎭) | 1952년 10월 9일~1953년 4월 23일   | 황해 신천                  | 일본 히토쓰바시 대학                        |
| 4대       | 백두진(白斗鎭) | 1953년 4월 24일~1954년 6월 17일   | 황해 신천                  | 일본 히토쓰바시 대학                        |
| 5대       | 변영태(卞榮泰) | 1954년 6월 27일~1954년 11월 28일  | 경기 부천                  | 중국 푸젠 셰훠 대                           |
| 임시 서리 | 백한성(白漢成) | 1954년 11월 18일~1954년 11월 28일 | 충남 대전 (현 충남과 분리) | 경성법학전문학교 (현 서울대 법대)           |
| 내각수반  | 허정(許政)     | 1960년 4월 27일~1960년 6월 15일   | 경남 부산 (현 경남과 분리) | 보성전문학교 (현 고려대)                    |

### 제2공화국
제3차 개헌을 통하여 대통령 중심제에서 내각책임제로 전환한 후 부통령직을 폐지하고 국무총리직을 다시 부활시켰다.
| 대수              | 이름           | 임기                             | 출신지                     | 출신학교                          |
| ----------------- | -------------- | -------------------------------- | -------------------------- | --------------------------------- |
| 6대               | 허정(許政)     | 1960년 6월 15일~1960년 8월 18일  | 경남 부산 (현 경남과 분리) | 보성전문학교 (현 고려대)          |
| 7대               | 장면(張勉)     | 1960년 8월 19일~1961년 5월 18일  | 경기 한성 (현 서울)        | 수원고등농림 (현 서울대 농대)     |
| 내각수반          | 장도영(張都映) | 1961년 5월 20일~1961년 7월 2일   | 평북 용천                  | 군사영어학교 (현 육사)            |
| 내각수반          | 송요찬(宋堯讚) | 1961년 7월 3일~1962년 6월 15일   | 충남 청양                  | 미국 지휘참모대                   |
| 내각수반 직무대행 | 최덕신(崔德新) | 1962년 6월 16일~1962년 6월 18일  | 평북 의주                  | 육사                              |
| 내각수반          | 박정희(朴正熙) | 1962년 6월 18일~1962년 7월 9일   | 경북 선산 (현 경북 구미)   | 육사                              |
| 내각수반          | 김현철(金顯哲) | 1962년 7월 10일~1963년 12월 16일 | 경기 한성 (현 서울)        | 경성고등공업학교 (현 서울대 공대) |

### 제3공화국
제3공화국 헌법에 의하여 대통령중심제로 돌아왔다.
박정희 정부
| 대수 | 이름           | 임기                             | 출신지              | 출신학교               |
| ---- | -------------- | -------------------------------- | ------------------- | ---------------------- |
| 8대  | 최두선(崔斗善) | 1963년 12월 17일~1964년 5월 9일  | 경기 한성 (현 서울) | 일본 와세다대          |
| 9대  | 정일권(丁一權) | 1964년 5월 10일~1970년 12월 19일 | 러시아 우수리스크   | 군사영어학교 (현 육사) |
| 10대 | 백두진(白斗鎭) | 1970년 12월 19일~1971년 6월 3일  | 황해 신천           | 일본 히토쓰바시 대학   |
| 11대 | 김종필(金鍾泌) | 1971년 6월 4일~1975년 12월 18일  | 충남 부여           | 육사                   |

### 제4공화국
| 대수     | 이름           | 임기                              | 출신지    | 출신학교               |
| -------- | -------------- | --------------------------------- | --------- | ---------------------- |
| 서리     | 최규하(崔圭夏) | 1975년 12월 19일~1976년 3월 12일  | 강원 원주 | 일본 쓰쿠바대          |
| 12대     | 최규하(崔圭夏) | 1976년 3월 13일~1979년 12월 5일   | 강원 원주 | 일본 쓰쿠바대          |
| 직무대행 | 신현확(申鉉碻) | 1979년 11월 15일~1979년 11월 22일 | 경북 칠곡 | 경성제국대 (현 서울대) |
| 직무대행 | 이한빈(李漢彬) | 1979년 12월 5일~1979년 12월 20일  | 함남 함주 | 서울대                 |

### 최규하 정부, 전두환 정부 1기
| 대수 | 이름           | 임기                             | 출신지    | 출신학교               |
| ---- | -------------- | -------------------------------- | --------- | ---------------------- |
| 13대 | 신현확(申鉉碻) | 1979년 12월 20일~1980년 5월 22일 | 경북 칠곡 | 경성제국대 (현 서울대) |
| 서리 | 박충훈(朴忠勳) | 1980년 5월 22일~1980년 9월 1일   | 제주 제주 | 일본 도시샤대          |
| 서리 | 남덕우(南德祐) | 1980년 9월 2일~1980년 9월 21일   | 경기 광주 | 국민대                 |
| 14대 | 남덕우(南德祐) | 1980년 9월 22일~1982년 1월 3일   | 경기 광주 | 국민대                 |

### 제5공화국
| 대수     | 이름           | 임기                              | 출신지              | 출신학교               |
| -------- | -------------- | --------------------------------- | ------------------- | ---------------------- |
| 서리     | 유창순(劉彰順) | 1982년 1월 4일~1982년 1월 22일    | 평남 안주           | 미국 헤이스팅스대      |
| 15대     | 유창순(劉彰順) | 1982년 1월 23일~1982년 6월 24일   | 평남 안주           | 미국 헤이스팅스대      |
| 서리     | 김상협(金相浹) | 1982년 6월 24일~1982년 9월 20일   | 전북 부안           | 일본 도쿄대            |
| 16대     | 김상협(金相浹) | 1982년 9월 21일~1983년 10월 14일  | 전북 부안           | 일본 도쿄대            |
| 서리     | 진의종(陳懿種) | 1983년 10월 14일~1983년 10월 16일 | 전북 고창           | 경성제국대 (현 서울대) |
| 17대     | 진의종(陳懿種) | 1983년 10월 17일~1985년 2월 18일  | 전북 고창           | 경성제국대 (현 서울대) |
| 직무대행 | 신병현(申秉鉉) | 1984년 11월 8일~1985년 2월 18일   | 황해 장연           | 미국 아메리칸대        |
| 서리     | 노신영(盧信永) | 1985년 2월 19일~1985년 5월 15일   | 평남 강서           | 서울대                 |
| 18대     | 노신영(盧信永) | 1985년 5월 16일~1987년 5월 25일   | 평남 강서           | 서울대                 |
| 서리     | 이한기(李漢基) | 1987년 5월 26일~1987년 7월 13일   | 전북 고창           | 서울대                 |
| 서리     | 김정렬(金貞烈) | 1987년 7월 14일~1987년 8월 6일    | 경기 경성 (현 서울) | 육사                   |
| 19대     | 김정렬(金貞烈) | 1987년 8월 7일~1988년 2월 24일    | 경기 경성 (현 서울) | 육사                   |

### 제6공화국

#### 노태우 정부
| 대수 | 이름           | 임기                              | 출신지                   | 출신학교               |
| ---- | -------------- | --------------------------------- | ------------------------ | ---------------------- |
| 서리 | 이현재(李賢宰) | 1988년 2월 25일~1988년 3월 1일    | 충남 홍성                | 서울대                 |
| 20대 | 이현재(李賢宰) | 1988년 3월 2일~1988년 12월 4일    | 충남 홍성                | 서울대                 |
| 서리 | 강영훈(姜英勳) | 1988년 12월 5일~1988년 12월 15일  | 평북 창성                | 군사영어학교 (현 육사) |
| 21대 | 강영훈(姜英勳) | 1988년 12월 16일~1990년 12월 26일 | 평북 창성                | 군사영어학교 (현 육사) |
| 서리 | 노재봉(盧在鳳) | 1990년 12월 27일~1991년 1월 22일  | 경남 마산 (현 경남 창원) | 서울대                 |
| 22대 | 노재봉(盧在鳳) | 1991년 1월 23일~1991년 5월 23일   | 경남 마산 (현 경남 창원) | 서울대                 |
| 서리 | 정원식(鄭元植) | 1991년 5월 24일~1991년 7월 7일    | 황해 재령                | 서울대                 |
| 23대 | 정원식(鄭元植) | 1991년 7월 8일~1992년 10월 7일    | 황해 재령                | 서울대                 |
| 24대 | 현승종(玄勝種) | 1992년 10월 8일~1993년 2월 24일   | 평남 개천                | 경성제국대 (현 서울대) |

#### 김영삼 정부
| 대수          | 이름           | 임기                              | 출신지                     | 출신학교 |
| ------------- | -------------- | --------------------------------- | -------------------------- | -------- |
| 25대          | 황인성(黃寅性) | 1993년 2월 25일~1993년 12월 16일  | 전북 무주                  | 육사     |
| 26대          | 이회창(李會昌) | 1993년 12월 17일~1994년 4월 22일  | 황해 서흥                  | 서울대   |
| 직무대행      | 정재석(丁渽錫) | 1994년 4월 22일~1994년 4월 29일   | 전북 장수                  | 서울대   |
| 27대          | 이영덕(李榮德) | 1994년 4월 29일~1994년 12월 16일  | 평남 강서                  | 서울대   |
| 28대          | 이홍구(李洪九) | 1994년 12월 17일~1995년 12월 17일 | 경기 고양                  | 서울대   |
| 29대          | 이수성(李壽成) | 1995년 12월 18일~1997년 3월 4일   | 함남 함흥                  | 서울대   |
| 30대          | 고건(高建)     | 1997년 3월 5일~1998년 3월 3일     | 경기 경성 (현 서울 종로)   | 서울대   |
| 임시 직무대행 | 임창열(林昌烈) | 1998년 2월 25일~1998년 3월 5일    | 경기 시흥 (현 서울 동대문) | 서울대   |

#### 김대중 정부
| 대수          | 이름           | 임기                            | 출신지                     | 출신학교 |
| ------------- | -------------- | ------------------------------- | -------------------------- | -------- |
| 서리          | 김종필(金鍾泌) | 1998년 3월 3일~1998년 8월 17일  | 충남 부여                  | 육사     |
| 31대          | 김종필(金鍾泌) | 1998년 8월 18일~2000년 1월 12일 | 충남 부여                  | 육사     |
| 32대          | 박태준(朴泰俊) | 2000년 1월 13일~2000년 5월 19일 | 경남 양산                  | 육사     |
| 직무대행      | 이헌재(李憲宰) | 2000년 5월 19일~2000년 5월 23일 | 중국 상하이                | 서울대   |
| 서리          | 이한동(李漢東) | 2000년 5월 23일~2000년 6월 28일 | 경기 포천                  | 서울대   |
| 33대          | 이한동(李漢東) | 2000년 6월 29일~2002년 7월 10일 | 경기 포천                  | 서울대   |
| 서리          | 장상(張裳)     | 2002년 7월 11일~2002년 7월 31일 | 평북 용천                  | 이화여대 |
| 직무대행      | 전윤철(田允喆) | 2002년 8월 1일~2002년 8월 8일   | 전남 목포                  | 서울대   |
| 서리          | 장대환(張大煥) | 2002년 8월 9일~2002년 8월 28일  | 경북 대구 (현 경북과 분리) | 서울대   |
| 직무대행      | 전윤철(田允喆) | 2002년 8월 29일~2002년 9월 9일  | 전남 목포                  | 서울대   |
| 서리          | 김석수(金碩洙) | 2002년 9월 10일~2002년 10월 4일 | 경남 하동                  | 연세대   |
| 34대          | 김석수(金碩洙) | 2002년 10월 5일~2003년 2월 26일 | 경남 하동                  | 연세대   |
| 임시 직무대행 | 이상주(李相周) | 2003년 2월 25일~2003년 2월 26일 | 경북 경주                  | 서울대   |

#### 노무현 정부
| 대수     | 이름           | 임기                            | 출신지                   | 출신학교 |
| -------- | -------------- | ------------------------------- | ------------------------ | -------- |
| 35대     | 고건(高建)     | 2003년 2월 27일~2004년 5월 24일 | 경기 경성 (현 서울 종로) | 서울대   |
| 직무대행 | 이헌재(李憲宰) | 2004년 5월 24일~2004년 6월 29일 | 중국 상하이              | 서울대   |
| 36대     | 이해찬(李海瓚) | 2004년 6월 30일~2006년 3월 15일 | 충남 청양                | 서울대   |
| 직무대행 | 한덕수(韓德洙) | 2006년 3월 16일~2006년 4월 19일 | 전북 전주                | 서울대   |
| 37대     | 한명숙(韓明淑) | 2006년 4월 20일~2007년 3월 7일  | 평남 평양                | 이화여대 |
| 직무대행 | 권오규(權五奎) | 2007년 3월 7일~2007년 4월 2일   | 강원 강릉                | 서울대   |
| 38대     | 한덕수(韓德洙) | 2007년 4월 3일~2008년 2월 29일  | 전북 전주                | 서울대   |

#### 이명박 정부
| 대수     | 이름           | 임기                            | 출신지                   | 출신학교 |
| -------- | -------------- | ------------------------------- | ------------------------ | -------- |
| 39대     | 한승수(韓昇洙) | 2008년 2월 29일~2009년 9월 28일 | 강원 춘천                | 연세대   |
| 40대     | 정운찬(鄭雲燦) | 2009년 9월 29일~2010년 8월 10일 | 충남 공주                | 서울대   |
| 직무대행 | 윤증현(尹增鉉) | 2010년 8월 10일~2010년 9월 30일 | 경남 마산 (현 경남 창원) | 서울대   |
| 41대     | 김황식(金滉植) | 2010년 10월 1일~2013년 2월 26일 | 전남 장성                | 서울대   |

#### 박근혜 정부
| 대수     | 이름           | 임기                            | 출신지    | 출신학교 |
| -------- | -------------- | ------------------------------- | --------- | -------- |
| 42대     | 정홍원(鄭烘原) | 2013년 2월 26일~2015년 2월 16일 | 경남 하동 | 성균관대 |
| 43대     | 이완구(李完九) | 2015년 2월 17일~2015년 4월 27일 | 충남 청양 | 성균관대 |
| 직무대행 | 최경환(崔炅煥) | 2015년 4월 27일~2015년 6월 17일 | 경북 경산 | 연세대   |
| 44대     | 황교안(黃敎安) | 2015년 6월 18일~2017년 5월 11일 | 서울 용산 | 성균관대 |

#### 문재인 정부
| 대수     | 이름           | 임기                            | 출신지                   | 출신학교 |
| -------- | -------------- | ------------------------------- | ------------------------ | -------- |
| 직무대행 | 유일호(柳一鎬) | 2017년 5월 11일~2017년 5월 31일 | 서울 성동 (현 서울 광진) | 서울대   |
| 45대     | 이낙연(李洛淵) | 2017년 5월 31일~2020년 1월 13일 | 전남 영광                | 서울대   |
| 46대     | 정세균(丁世均) | 2020년 1월 14일~2021년 4월 16일 | 전북 진안                | 고려대   |
| 직무대행 | 홍남기(洪楠基) | 2021년 4월 16일~2021년 5월 13일 | 강원 춘천                | 한양대   |
| 47대     | 김부겸(金富謙) | 2021년 5월 14일~2022년 5월 11일 | 경북 상주                | 서울대   |

#### 윤석열 정부
| 대수     | 이름           | 임기                                                            | 출신지                   | 출신학교 |
| -------- | -------------- | --------------------------------------------------------------- | ------------------------ | -------- |
| 직무대행 | 추경호(秋慶鎬) | 2022년 5월 12일~2022년 5월 20일                                 | 경북 달성 (현 대구 달성) | 고려대   |
| 48대     | 한덕수(韓悳洙) | 2022년 5월 21일~2024년 12월 27일 2025년 3월 24일~2025년 5월 1일 | 전북 전주                | 서울대   |
| 직무대행 | 최상목(崔相穆) | 2024년 12월 27일~2025년 3월 24일                                | 서울 용산                | 서울대   |
| 직무대행 | 이주호(李周浩) | 2025년 5월 2일~2025년 7월 3일                                   | 경북 칠곡 (현 대구 북)   | 서울대   |

#### 이재명 정부
| 대수 | 이름           | 임기            | 출신지      | 출신학교 |
| ---- | -------------- | --------------- | ----------- | -------- |
| 49대 | 김민석(金民錫) | 2025년 7월 3일~ | 서울 영등포 | 서울대   |

## 역대 임명동의안 국회 표결 결과
- 제2공화국 국회는 양원제로, 국무총리 인준권을 가졌던 민의원의 표결을 기재하였다.
- 허정 국무총리는 헌법 부칙에 따라 수석국무위원에서 그대로 총리로 자동 취임되었기 때문에 별도의 표결이 진행되지 않았다.
- 제3공화국 헌법에는 국무총리 임명에 대한 국회의 동의권이 존재하지 않아 임명 동의 표결이 진행되지 않았다.

| 임명권자 | 후보자 | 날짜             | 투표 결과 | 투표 결과 | 투표 결과 | 투표 결과 | 결과 | 국회   |
| 임명권자 | 후보자 | 날짜             | 가        | 부        | 기권      | 무효      | 결과 | 국회   |
| -------- | ------ | ---------------- | --------- | --------- | --------- | --------- | ---- | ------ |
| 이승만   | 이윤영 | 1948년 7월 27일  | 59        | 132       | 2         |           | 부결 | 제헌   |
| 이승만   | 이범석 | 1948년 8월 2일   | 110       | 84        |           | 3         | 가결 | 제헌   |
| 이승만   | 이윤영 | 1950년 4월 6일   | 68        | 84        | 3         |           | 부결 | 제헌   |
| 이승만   | 백낙준 | 1950년 11월 3일  | 21        | 100       | 2         |           | 부결 | 제2대  |
| 이승만   | 장면   | 1950년 11월 23일 | 148       | 6         |           |           | 가결 | 제2대  |
| 이승만   | 장택상 | 1952년 5월 6일   | 95        | 81        | 1         |           | 가결 | 제2대  |
| 이승만   | 이윤영 | 1952년 10월 17일 | 35        | 128       | 3         |           | 부결 | 제2대  |
| 이승만   | 이갑성 | 1952년 11월 20일 | 76        | 94        |           | 3         | 부결 | 제2대  |
| 이승만   | 백두진 | 1953년 4월 24일  | 103       | 64        | 2         | 1         | 가결 | 제2대  |
| 이승만   | 변영태 | 1954년 6월 28일  | 157       | 17        | 8         | 8         | 가결 | 제3대  |
| 윤보선   | 김도연 | 1960년 8월 17일  | 111       | 112       |           | 1         | 부결 | 제5대  |
| 윤보선   | 장면   | 1960년 8월 19일  | 117       | 107       | 1         |           | 가결 | 제5대  |
| 박정희   | 김종필 | 1973년 3월 13일  | 170       | 37        | 5         |           | 가결 | 제9대  |
| 박정희   | 최규하 | 1976년 3월 13일  | 163       | 34        | 6         |           | 가결 | 제9대  |
| 최규하   | 신현확 | 1979년 12월 12일 | 143       |           |           |           | 가결 | 제10대 |
| 전두환   | 남덕우 | 1980년 9월 22일  | 157       | 16        | 11        | 1         | 가결 | 제10대 |
| 전두환   | 유창순 | 1982년 1월 23일  | 236       | 14        |           | 13        | 가결 | 제11대 |
| 전두환   | 김상협 | 1982년 9월 21일  | 225       | 28        | 8         |           | 가결 | 제11대 |
| 전두환   | 진의종 | 1983년 10월 17일 | 210       | 44        | 7         | 6         | 가결 | 제11대 |
| 전두환   | 노신영 | 1985년 5월 16일  | 155       | 13        | 1         | 1         | 가결 | 제12대 |
| 전두환   | 김정렬 | 1987년 8월 7일   | 144       | 72        |           | 16        | 가결 | 제12대 |
| 노태우   | 이현재 | 1988년 3월 2일   | 195       | 18        | 6         | 1         | 가결 | 제12대 |
| 노태우   | 강영훈 | 1988년 12월 16일 | 160       | 10        | 123       | 1         | 가결 | 제13대 |
| 노태우   | 노재봉 | 1991년 1월 21일  | 189       | 69        |           | 4         | 가결 | 제13대 |
| 노태우   | 정원식 | 1991년 7월 8일   | 203       | 65        |           |           | 가결 | 제13대 |
| 노태우   | 현승종 | 1992년 10월 8일  | 266       | 9         | 1         | 1         | 가결 | 제14대 |
| 김영삼   | 황인성 | 1993년 2월 25일  | 188       | 5         |           |           | 가결 | 제14대 |
| 김영삼   | 이회창 | 1993년 12월 16일 | 220       | 36        | 2         | 2         | 가결 | 제14대 |
| 김영삼   | 이영덕 | 1994년 4월 29일  | 170       | 10        |           |           | 가결 | 제14대 |
| 김영삼   | 이홍구 | 1994년 12월 17일 | 177       | 34        | 1         |           | 가결 | 제14대 |
| 김영삼   | 이수성 | 1995년 12월 18일 | 206       | 36        | 1         | 3         | 가결 | 제14대 |
| 김영삼   | 고건   | 1997년 3월 4일   | 198       | 51        | 3         | 4         | 가결 | 제15대 |
| 김대중   | 김종필 | 1998년 8월 17일  | 171       | 65        | 7         | 12        | 가결 | 제15대 |
| 김대중   | 박태준 | 2000년 1월 13일  | 174       | 100       | 3         | 2         | 가결 | 제15대 |
| 김대중   | 이한동 | 2000년 6월 29일  | 139       | 130       | 2         | 1         | 가결 | 제16대 |
| 김대중   | 장상   | 2002년 7월 31일  | 100       | 142       | 1         | 1         | 부결 | 제16대 |
| 김대중   | 장대환 | 2002년 8월 28일  | 112       | 151       | 3         |           | 부결 | 제16대 |
| 김대중   | 김석수 | 2002년 10월 5일  | 210       | 31        | 2         | 6         | 가결 | 제16대 |
| 노무현   | 고건   | 2003년 2월 26일  | 163       | 81        |           | 2         | 가결 | 제16대 |
| 노무현   | 이해찬 | 2004년 6월 29일  | 200       | 84        |           | 5         | 가결 | 제17대 |
| 노무현   | 한명숙 | 2006년 4월 19일  | 182       | 77        | 3         | 2         | 가결 | 제17대 |
| 노무현   | 한덕수 | 2007년 4월 2일   | 210       | 51        |           | 9         | 가결 | 제17대 |
| 이명박   | 한승수 | 2008년 2월 29일  | 174       | 94        | 1         | 1         | 가결 | 제17대 |
| 이명박   | 정운찬 | 2009년 9월 28일  | 164       | 9         | 3         | 1         | 가결 | 제18대 |
| 이명박   | 김황식 | 2010년 10월 1일  | 169       | 71        | 4         |           | 가결 | 제18대 |
| 박근혜   | 정홍원 | 2013년 2월 26일  | 197       | 67        |           | 9         | 가결 | 제19대 |
| 박근혜   | 이완구 | 2015년 2월 16일  | 148       | 128       |           | 5         | 가결 | 제19대 |
| 박근혜   | 황교안 | 2015년 6월 18일  | 156       | 120       |           | 2         | 가결 | 제19대 |
| 문재인   | 이낙연 | 2017년 5월 31일  | 164       | 20        | 2         | 2         | 가결 | 제20대 |
| 문재인   | 정세균 | 2020년 1월 13일  | 164       | 109       | 1         | 4         | 가결 | 제20대 |
| 문재인   | 김부겸 | 2021년 5월 13일  | 168       | 5         | 1         | 2         | 가결 | 제21대 |
| 윤석열   | 한덕수 | 2022년 5월 20일  | 208       | 36        | 6         |           | 가결 | 제21대 |
| 이재명   | 김민석 | 2025년 7월 3일   | 173       | 3         |           | 3         | 가결 | 제22대 |

## 기록
두 번 재직
- 장면 - 2대, 7대
- 백두진 - 4대, 10대
- 김종필 - 11대, 31대
- 고건 - 30대, 35대
- 한덕수 - 38대, 48대

재직 일수 관련
최장기 순위(단일 재직 일수)
- 9대 정일권 - 2,416일
- 11대 김종필 - 1,660일
- 12대 최규하 - 1,363일
- 48대 한덕수 - 1,077일
- 45대 이낙연 - 959일

최장기 순위(재임 재직 일수)
- 정일권 - 2,416일
- 김종필 - 2,172일(두 번 재직)
- 한덕수 - 1,409일(두 번 재직)
- 최규하 - 1,363일
- 이낙연 - 959일

최단기 순위
- 6대 허정 - 65일
- 43대 이완구 - 70일
- 22대 노재봉 - 121일
- 26대 이회창 - 126일
- 32대  박태준 - 127일

취임 연령 관련
최고령 순위
- 24대 현승종, 32대  박태준 - 74세
- 39대 한승수 - 73세
- 48대 한덕수 - 72세
- 8대 최두선, 19대 김정렬, 34대 김석수 - 71세
- 42대 정홍원 - 70세

최연소 순위
- 4대 백두진, 11대 김종필 - 46세
- 9대 정일권 - 47세
- 초대 이범석 - 49세
- 36대 이해찬 - 51세
- 2대 장면 - 52세

## 같이 보기
- 대한민국의 대통령
- 대한민국의 부통령
- 대한민국의 부총리
- 대한민국 정부
- 대한민국 국무조정실
- 대한민국 국무총리비서실

### 내용주
1. ↑  국가원수인 대통령을 제외하고 대한민국의 입법부, 사법부, 행정부를 이루는 3부요인은 국회의장(입법부), 대법원장·헌법재판소장(사법부), 국무총리(행정부)이다. 대법원장과 헌법재판소장은 사법부를 공동으로 대표하고, 한편으로 대통령은 행정부 수반이지만  동시에 국가원수이므로 3부요인에서 행정부의 몫은 국무총리가 차지한다.[1] 중앙선거관리위원회 위원장은 권력분립원칙상의 국가권력을 담당하지 않고, 단지 선거행정의 독립성을 헌법적 수준에서 보장받는 것이므로 헌법기관장이라고 부른다.[2] 이에 따라 2006년 청와대에서는 대통령을 제외한 국가요인을 부르는 정식명칭을 '3부요인(국회의장, 대법원장·헌법재판소장, 국무총리) 및 헌법기관장(중앙선거관리위원회 위원장)'으로 정한바 있다.[3] 일각에서 사용되는 4부요인 또는 5부요인이라는 표현은 권력분립원칙을 오독한 비(非)법률적 표현이다.[4]
2. ↑  정부조직법 제19조는 대통령의 지명이 있으면 그 지명을 받은 국무위원이, 지명이 없는 경우에는 규정된 순서에 따라 국무위원이 그 직무를 대행하도록 규정하고 있다.